# Trattato di Noyon
Il trattato di Noyon venne firmato il 13 agosto 1516, a Noyon, tra Carlo V d'Asburgo, e Francesco I di Francia che pose fine alla Guerra della Lega di Cambrai.  Venne promosso dal papa Leone X dei Medici come accordo tra le due potenze più forti del Cinquecento: la Francia e la Spagna.
Con il trattato di Noyon, alla Spagna venne confermata l'attribuzione del Regno di Napoli e di Sicilia ed ai francesi il Ducato di Milano.
Questo pose fine ad un periodo di scontri fra francesi e spagnoli che durava dal tempo di Carlo VIII di Francia e Ferdinando II di Aragona, che dopo aver conquistato il regno di Napoli e non aver pensato a una divisione equa del sud Italia aveva deciso di combattere per il possesso di Napoli.
La Repubblica di Venezia perse l'alta valle del fiume Isonzo (Gastaldia di Tolmino con Plezzo ed Idria) a favore della Contea di Gorizia e Gradisca che era ormai sottoposta alla sovranità della monarchia asburgica, nonché l'Ampezzano sempre a favore della monarchia asburgica.